# 12141 Chushayashi
A 12141 Chushayashi (ideiglenes jelöléssel 4112 P-L) a Naprendszer kisbolygóövében található aszteroida. Cornelis Johannes van Houten,  Ingrid van Houten-Groeneveld és Tom Gehrels fedezte fel 1960. szeptember 24-én.